# قطع (فیلم)
قطع فیلمی است مستند از محمد تهامی‌نژاد. قطع دربارۀ عمل جراحی زیبایی بر روی چهره‌ یک دختر فقیر است. در این فیلم دختری جوان که عاشق زندگی است در برابر دوربین از امیدهایش صحبت می‌کند. وی به خاطر قیافۀ ظاهری و فاصلۀ غیرطبیعی بین چشمانش مورد آزار مردم است و حاضر شده تا تن به یک عمل جراحی بسپارد. وی قبل از عمل گفت: من دیپلمه بودم، من زندگی را دوست داشتم، من مورد آزار بودم. این عمل شامل یک مجموعه عمل جراحی حدود ده ساعت به طول می انجامد و دختر جوان و فقیر، ظاهراً به دلیل بی‌دقتی در پرستاری، درمی‌گذرد.

## پی‌نوشت
1. 1 2  «صفحۀ اطلاعات کاربری محمد تهامی‌نژاد در انجمن مستندسازان سینمای ایران». بایگانی‌شده از اصلی در ۲۴ ژوئن ۲۰۱۲. دریافت‌شده در ۱۸ اوت ۲۰۱۱.
2. ↑  «محمد تهامی‌نژاد (پژوهشگر و فیلمساز مستند)، صفحهٔ اطلاعات کاربر در سایت انسان‌شناسی و فرهنگ، دوشنبه، ۲۹ شهریور ۱۳۸۹ — ۱۷:۱۹». بایگانی‌شده از اصلی در ۱۱ اوت ۲۰۱۱. دریافت‌شده در ۱۸ اوت ۲۰۱۱.